# Økologiens virkefelt
Økologiens virkefelt definerer økologi. Ofte, specielt inden for humanøkologi, som studiet af det følgende, tresidede forhold:
- forholdet mellem individer inden for en art -- f.eks. undersøgelser over bidronningen: hvordan den forholder sig til arbejderbier og droner. På den ene side er bidronningen helt afhængig af arbejderbiernes pleje, og den har ingen kontrol over bifamilien, men på den anden side er det den, der sørger for hele familiens videreførelse, og den producerer de feromoner, der er nødvendige for familiens trivsel.

- en arts organiserede aktivitet -- f.eks. sikrer biernes aktivitet bestøvningen af blomstrende planter. En bifamilie producerer desuden honning, som udnyttes af andre arter f.eks. bjørne og mennesker.

- og miljøet, denne aktivitet foregår i -- f.eks. konsekvenserne for bierne af en ændring i miljøet. Bier kan uddø på grund af miljøændringer. Miljøet er på samme tid resultatet af og betingelsen for aktiviteten og dermed for artens overlevelse.

Begrebet økologi betyder noget forskelligt, afhængigt af hvem der bruger det. For mange videnskabsfolk hører økologi til blandt de grundlæggende, biologiske videnskaber, men de fleste økologer mener, at økologi er en selvstændig forskningsgren. For de fleste ikke-videnskabsfolk er økologi først og fremmest beskyttelse af naturen og miljøet mod mennesker og vores aktiviteter med folk på den ene side og Moder Jord på den anden. Nogle få ser økologi som mere end en videnskab -- for dem er det en bestemt verdensopfattelse, som består i, at mennesker lever i harmoni med andre levende væsner og nægter at se de andre organismer, der omgiver os, bare som brugsgenstande, men snarere som nogle, der hører til i et større, sammenhængende system.